# Lauri Hussar
Lauri Hussar (Võru, 4 de septiembre de 1973) es un periodista y político estonio. Fue el editor en jefe de Postimees de 2016 a 2019. Preside desde octubre de 2022 el partido Estonia 200 y desde abril de 2023 el parlamento de Estonia.

## Carrera
Hussar estudió Teología en la Universidad de Tartu de 1992 a 1996. De 1998 a 2006, trabajó como reportero de televisión y editor de TV3, incluido el trabajo como uno de los presentadores de 2000 Today.
Luego presentó Vikerraadio, un programa de radio transmitido a nivel nacional por Eesti Rahvusringhääling (ERR, Estonian Public Broadcasting), hasta la primavera de 2016. En marzo de 2016, se convirtió en subdirector de redacción de Postimees. Tres meses después, fue ascendido a editor en jefe.
El 15 de octubre de 2022, Hussar fue elegido líder del partido político Estonia 200.

## Vida personal
Lauri Hussar está casado desde julio de 2008.
En 1994, fue uno de los refundadores de Studentenverbindung (fraternidad) "Arminia Dorpatensis" (fundada por primera vez en 1850), la rama estonia más septentrional y única de Wingolf.